# Zaburzenia czynnościowe przewodu pokarmowego
Zaburzenia czynnościowe przewodu pokarmowego – grupa przewlekłych idiopatycznych zaburzeń przebiegających z objawami ze strony przewodu pokarmowego, którym nie towarzyszą odchylenia w badaniach dodatkowych (np. w badaniach laboratoryjnych, obrazowych, endoskopowych) ani zmiany morfologiczne w narządach. Nieprawidłowości w badaniach dodatkowych nie stwierdza się mimo stosowania najnowocześniejszych metod diagnostycznych, z zachowaniem maksymalnej staranności lekarzy oraz innych pracowników ochrony zdrowia.
Pojęcie "patologii czynnościowej" wprowadzone zostało do słownictwa medycznego w 1931 przez Gustava von Bergmanna. W 1990 zaburzenia czynnościowe przewodu pokarmowego po raz pierwszy sklasyfikowano, ujednolicono ich nazewnictwo i kryteria diagnostyczne. W 2006 zaburzenia te ujęto w nowej klasyfikacji zwanej kryteriami rzymskimi III.